# Vlotho
Vlotho (pronunciación en alemán: /ˈfloːto/ⓘ) es un municipio del distrito de Herford, en el estado de Renania del Norte-Westfalia, en Alemania.

## Geografía
Vlotho se encuentra junto al río Weser, al sur de Wiehengebirge, haciendo frontera con Ravensberger Hügelland al oeste, Lipperland al sur y el Weserbergland al este. El río Weser transcurre a través de la ciudad del este al norte separando la parte nororiental del pueblo, Uffeln, del resto. El punto más alto es el Bonstapel.

Divisiones del municipio

### Divisiones del municipio
- Exter
- Uffeln
- Valdorf
- Vlotho

## Historia
Las primeras referencias a Vlotho se remontan al año 1185. El 1248, ganó su estatus de ciudad, pero lo perdió por motivo de la pestilencia y de la guerra. En los años 1600, Vlotho se fue erigiendo como una localización industrial, sobre todo en cuanto a la industria del papel. En 1650, Vlotho recuperó el derecho a tener un mercado, y en 1719 volvió a ser una ciudad independiente. Se construyó un puerto fluvial y así Vlotho se convirtió en un importante centro de la de la industria tabacalera, la maquinaria y el textil. En 1875 se construyó una estación ferroviaria, y en 1928 un puente sustituyó al ferry a través del río Weser. En 1869, Vlotho se unificó con las comunidades de Exter y Valdorf. El 1973, Uffeln se unió también al municipio de Vlotho.

## Economía
La mayor parte de la economía local se basa en la emergente industria turística.

## Lugares para ver
- Castillo de Vlotho (siglo XIII)

- Datos: Q53907
- Multimedia: Vlotho / Q53907

1. ↑  Worldpostalcodes.org, código postal n.º 32602.